# Bisidimo
Bisidimo ist eine kleine Ortschaft in Äthiopien, ca. 20 km östlich der Stadt Harar.
Bisidimo ist kein gewachsenes Dorf, es wurde als Entwicklungshilfeprojekt (Lepra-Behandlungszentrum) gegründet und besteht aus dem Krankenhaus mit Zusatzgebäuden und Wohnungen für die Angestellten.

## Geschichte
- 1958 Bisidimo wird das erste Projekt des ein Jahr zuvor gegründeten Deutschen Aussätzigen-Hilfswerk e.V. (DAHW). Ein Trupp deutscher Entwicklungshelfer kommt unter der Führung von Graf Magnis.
- 1960 Das Hospital wird fertiggestellt und eingeweiht. Kaiser Haile Selassie würdigt das Hospital als „wertvolle Hilfe des deutschen Volkes für das äthiopische Volk“.
- 1966 Bisidimo wandelt sich vom Leprosorium und Asyl für Dauerpatienten zum Hospital für akute Fälle mit verstärktem ambulanten Charakter.
- 1967 Das erste Hospital erweist sich als zu klein – der Grundstein für ein 150-Betten-Krankenhaus wird gelegt.
- 1971 Das neue Krankenhaus wird eingeweiht
- 1972 Eine größere Gruppe deutscher Entwicklungshelfer kommt zum Aufbau verschiedener Werkstätten, insbesondere zur Gründung der Orthopädie-Werkstatt nach Bisidimo.
- 1977 Der Ogadenkrieg bricht aus und die ausländischen Entwicklungshelfer müssen Bisidimo verlassen.

Im Laufe der Jahre verschob sich der Fokus von der reinen medizinischen Lepra-Behandlung über die Behandlung inklusive medizinischer Rehabilitation zur umfassenden Versorgung mit sozioökonomischer Rehabilitation. Das heißt, dass neben dem eigentlichen Krankenhaus Einrichtungen zur Edukation, Physiotherapie, Ergotherapie, Versorgung mit orthopädischen Hilfsmitteln, zur Berufsausbildung und Projekte zur wirtschaftlichen Wiedereingliederung eine bedeutende Rolle spielen.
Um das Behandlungs-Zentrum Bisidimo herum siedelten sich im Laufe der letzten 40 Jahre Leprakranke und ehemalige Leprakranke mit ihren Familien an. Die Gründe zum Bleiben waren insbesondere die Angst vor weiterer Stigmatisierung in den ursprünglichen Herkunftsorten, andererseits aber auch die Gewährleistung von weiterer medizinischer Versorgung und Rehabilitation. Heute haben sich die Siedlungen Genda Kore und Koffa Kassa zu relativ eigenständigen Kommunen entwickelt.
Entsprechend den Notwendigkeiten aufgrund der vorgefundenen Erkrankungen bei den Patienten wurde im Laufe der Jahre zunächst die Tuberkulose-Behandlung hinzugenommen, in den letzten Jahren werden zunehmend auch HIV-Patienten versorgt. Ein besonderer Schwerpunkt liegt heute insbesondere in der Aufklärung über Ansteckungswege, Krankheitsvermeidung und Selbstfürsorge. Auch aufgrund neuer Behandlungsmöglichkeiten müssen immer weniger Patienten stationär behandelt werden.

## Aktuelles
Der Betrieb des Behandlungszentrums ist mittlerweile vollständig in äthiopischer Hand, die Finanzierung erfolgt großteils aus staatlichen Mitteln, Medikamente werden zum Teil von der Weltgesundheitsorganisation (WHO) gestellt. Das DAHW (in Äthiopien GLRA – German Leprosy Relief Association) finanziert die fachliche Aufsicht und das gut etablierte Controlling.
In Deutschland erfuhr Bisidimo besonderes Medienecho durch die Besuche der Bundespräsidenten Heinrich Lübke und Horst Köhler (letzterer im Jahr 2004).